# Олдрич (Мисури)
Олдрич (енгл. Aldrich) град је у америчкој савезној држави Мисури.

## Демографија
По попису из 2010. године број становника је 80, што је 5 (6,7%) становника више него 2000. године.
| Група             | 2000.      | 2010.      |
| Белци             | 70 (93,3%) | 77 (96,3%) |
| Афроамериканци    | 0 (0,0%)   | 0 (0,0%)   |
| Азијати           | 0 (0,0%)   | 0 (0,0%)   |
| Хиспаноамериканци | 1 (1,3%)   | 2 (2,5%)   |
| Укупно            | 75         | 80         |